# 1985 w informatyce
Kalendarium informatyczne 1985 roku
- 4 stycznia – Commodore wprowadził na rynek komputer domowy Commodore 128[1].
- 15 marca – zarejestrowano pierwszą domenę internetową: symbolics.com[1].
- marzec – Manifest GNU ukazał się w marcowym numerze magazynu Dr. Jobb’s Journal[2].
- czerwiec – Atari zaprezentowało komputer Atari ST[1].
- 4 lipca – czarno-biały film Yankee Doodle Dandy był pierwszym, który za pomocą komputera został przetworzony na film kolorowy[3].
- 18 sierpnia – Microsoft wydał pierwszą wersję QuickBASIC[1].
- 13 września – Nintendo wydało grę komputerową Super Mario Bros.[1].
- 16 września – Steve Jobs odszedł z Apple[1].
- 18 października – w Stanach Zjednoczonych rozpoczęto sprzedaż konsoli Nintendo Entertainment System[1].
- październik – na rynku pojawił się procesor Intel 80386[1].
- 20 listopada – na rynku pojawił się system operacyjny Microsoft Windows 1.0[1].
- Na rynku pojawiły się pierwsze dyski CD-ROM dla komputerów osobistych[4].